# پاروپایان
پاروپایان یا کوپه‌پودا (Copepoda)، جانداران ریز و سخت‌پوستی هستند که تقریباً در همه آب‌های شیرین و شور دنیا پیدا می‌شوند. بعضی از آنها در آب شناورند (پلانکتونی)، بعضی کف آب زندگی می‌کنند (کف‌زی)، برخی انگل هستند و بعضی‌ها هم در خشکی‌های مرطوب مثل مرداب‌ها، جنگل‌های بارانی، چشمه‌ها و حتی زیر برگ‌های خیس و گودال‌ها دیده می‌شوند. بعضی‌ها هم در غارها و فروچاله‌ها یا کف رودخانه‌ها زندگی می‌کنند. از پاروپایان گاهی برای بررسی تنوع زیستی محیط استفاده می‌شود.
پاروپایان هم مثل بقیه سخت‌پوستان، اول لارو هستند. لارو آنها «ناپلیوس»Nauplius  نام دارد و اول سر و دم دارد اما بدن کاملی ندارد. بعد از چند بار پوست‌اندازی، کم‌کم شبیه بزرگترها می‌شود. شکل ناپلیوس آنقدر با پاروپای بالغ فرق دارد که قبلاً فکر می‌کردند یک گونه جداگانه است. به همین خاطر تا سال ۱۸۳۲، پاروپایان را با جانوران گیاهی یا حشرات آبزی اشتباه می‌گرفتند و حتی نوع انگلی آنها را «شپش ماهی» می‌نامیدند.

## رده‌بندی

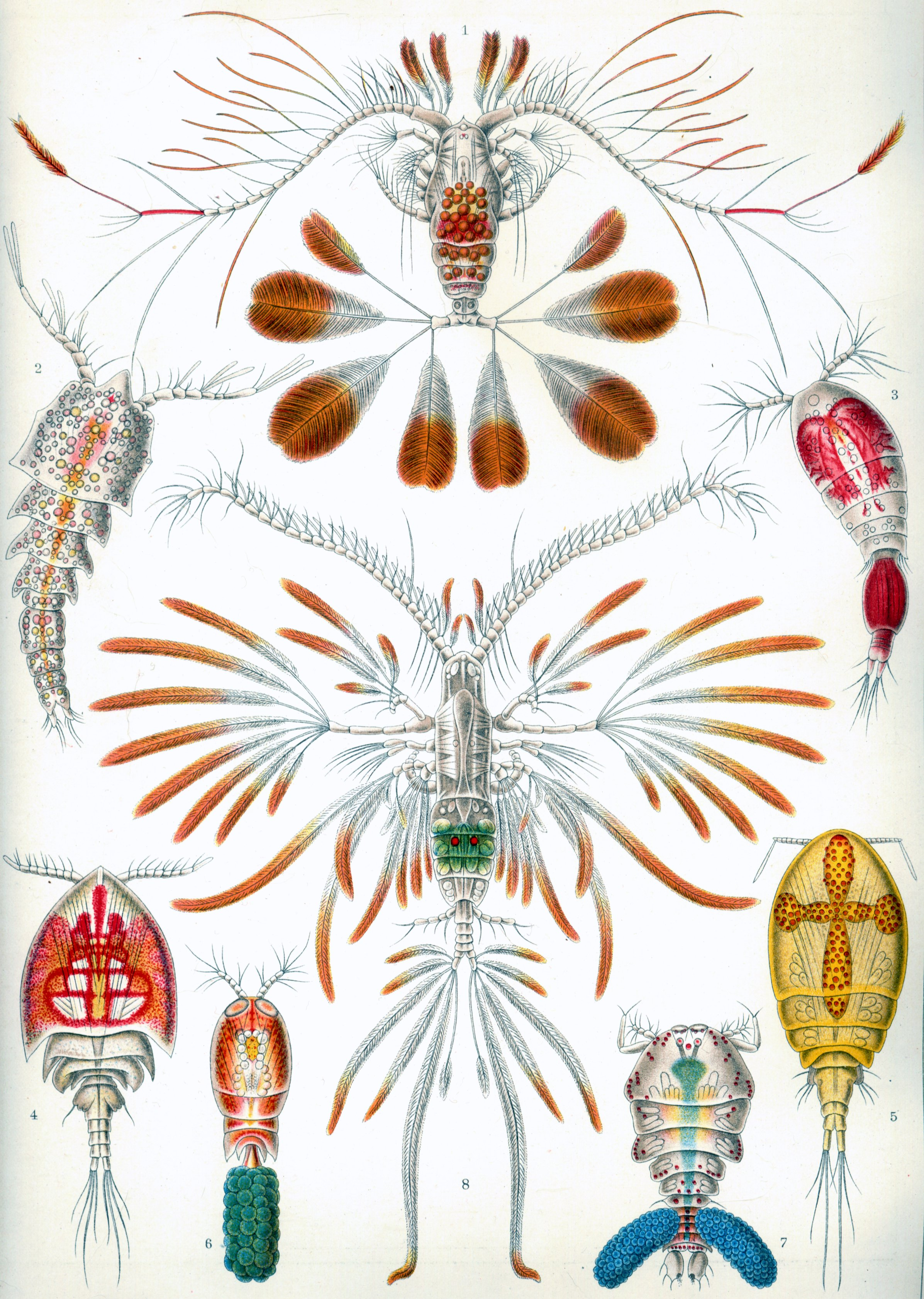
پاروپایان از کتاب «اشکال هنری طبیعت» اثر ارنست هکل.

پاروپایان در طبقه‌بندی جانوران، در شاخه سخت‌پوستان قرار می‌گیرند. تا به امروز، حدود ۱۳ هزار گونه پاروپا شناخته شده که ۲۸۰۰ گونه از آنها در آب‌های شیرین زندگی می‌کنند. پاروپایان به ۱۰ راسته تقسیم می‌شوند.

## ویژگی‌ها
این جانداران بسیار ریز هستند و اندازه آنها معمولاً بین ۱ تا ۲ میلی‌متر است. بدن آنها اغلب شفاف و به شکل قطره اشک است و شاخک‌های بلندی دارند. مثل بقیه سخت‌پوستان، آنها هم یک پوشش زره‌مانند دارند، اما این پوشش آنقدر نازک است که در بیشتر گونه‌ها دیده نمی‌شود و بدنشان شفاف به نظر می‌رسد. البته بعضی از پاروپایانی که در مناطق قطبی زندگی می‌کنند، تا ۱ سانتی‌متر هم رشد می‌کنند.
بیشتر پاروپایان یک چشم مرکب قرمز رنگ در وسط سرشان دارند، اما گونه‌هایی که در تاریکی زندگی می‌کنند، ممکن است اصلاً چشم نداشته باشند. بعضی گونه‌ها هم دو چشم دارند که مثل تلسکوپ عمل می‌کنند.
پاروپایان آزاد، که بیشتر آنها در آب شناورند، معمولاً بدن کوتاه و استوانه‌ای دارند، اما انواع انگلی آنها شکل‌های بسیار متنوعی دارند. به خاطر جثه کوچکشان، به قلب یا دستگاه گردش خون نیاز ندارند و بیشتر آنها آبشش هم ندارند. در عوض، اکسیژن را مستقیماً از طریق پوست جذب می‌کنند.

## رفتار

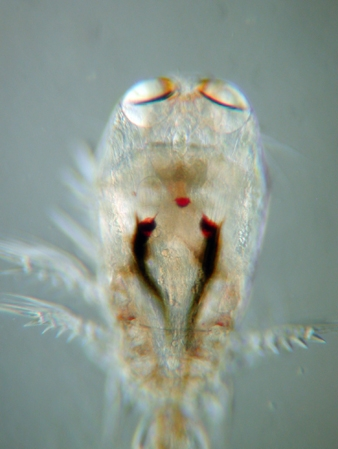
پاروپایی با دو چشم از جنس Corycaeus

پاروپایان آزادزی برای حرکت از جفت دوم شاخک‌هایشان استفاده می‌کنند. این شاخک‌ها مثل پارو عمل می‌کنند و جانور را در آب به جلو می‌رانند. اما روش حرکت و تغذیه در گروه‌های مختلف پاروپایان متفاوت است. بعضی از آنها می‌توانند چند دقیقه بی‌حرکت بمانند، بعضی‌ها حرکت منقطع دارند و بعضی دیگر هم مدام در حال حرکت هستند و می‌توانند به سرعت فرار کنند.
بعضی از پاروپایان وقتی احساس خطر می‌کنند، واکنش فرار خیلی سریعی دارند و می‌توانند در یک چشم به هم زدن چند میلی‌متر بپرند. خیلی از گونه‌ها نورون‌هایی دارند که با غلاف میلین پوشیده شده‌اند. این غلاف باعث می‌شود پیام‌های عصبی سریع‌تر منتقل شوند و در بی‌مهرگان خیلی نادر است. این میلین بسیار سازمان‌یافته است و شبیه میلین موجود در مهره‌داران است. با وجود این سرعت عمل بالا، باز هم اسب‌های دریایی می‌توانند پاروپایان را شکار کنند. آنها خیلی آرام به طعمه نزدیک می‌شوند، طوری که پاروپا متوجه حضورشان نمی‌شود و ناگهان او را می‌بلعند.
چند گونه از پاروپایان هم می‌توانند نور تولید کنند. این قابلیت احتمالاً یک سازوکار دفاعی در برابر شکارچیان است.
پیدا کردن جفت در فضای باز دریا کار سختی است. بعضی از پاروپایان ماده برای حل این مشکل، فرومون‌هایی در آب پخش می‌کنند تا پاروپایان نر بتوانند رد آنها را دنبال کنند.
پاروپایان در محیطی با گران‌روی بالا زندگی می‌کنند، به همین دلیل برای پیدا کردن غذا از حس بویایی خود استفاده می‌کنند تا توده‌های مواد غذایی در حال غرق شدن (برف دریایی) را پیدا کنند. سپس با استفاده از اختلاف فشار آب، به سرعت خود را به سمت غذا می‌رسانند.

## تغذیه

ویدئوی ماکروفتوگرافی حرکت آهسته (۵۰٪)، گرفته شده با استفاده از ecoSCOPE، از شاه‌ماهی اطلسی نوجوان (۳۸ میلی‌متر) که از پاروپایان تغذیه می‌کند - ماهی‌ها از پایین نزدیک می‌شوند و هر پاروپا را به صورت جداگانه می‌گیرند. در وسط تصویر، یک پاروپا با موفقیت به سمت چپ فرار می‌کند.

بیشتر پاروپایان آزاد در آب زندگی می‌کنند و از موجودات ریز گیاهی به نام فیتوپلانکتون تغذیه می‌کنند. یک پاروپای کوچک می‌تواند روزانه تا ۳۷۳ هزار فیتوپلانکتون بخورد. برای سیر شدن، پاروپا باید هر روز یک میلیون برابر حجم بدن خود آب را از این موجودات ریز تصفیه کند. بعضی از پاروپایان بزرگ‌تر، پاروپایان کوچک‌تر را شکار می‌کنند. پاروپایانی که در کف دریا زندگی می‌کنند، از بقایای جانداران یا باکتری‌هایی که روی آنها رشد می‌کنند تغذیه می‌کنند. دهان این پاروپایان برای این نوع تغذیه تغییر شکل پیدا کرده است. پاروپایان گیاهخوار، به خصوص آنهایی که در دریاهای سرد و غنی از مواد غذایی زندگی می‌کنند، در بهار و تابستان که فیتوپلانکتون‌ها زیاد می‌شوند، از آنها تغذیه می‌کنند و انرژی اضافی را به شکل قطرات روغن در بدن خود ذخیره می‌کنند. این قطرات روغن گاهی بیش از نیمی از بدن پاروپایان قطبی را اشغال می‌کنند. بعضی از پاروپایان هم انگل هستند و از بدن میزبان خود تغذیه می‌کنند. در واقع، سه گروه از ۱۰ گروه اصلی پاروپایان کاملاً انگلی هستند و سه گروه دیگر هم بیشتر گونه‌های آزادزی را تشکیل می‌دهند.

## چرخه زندگی

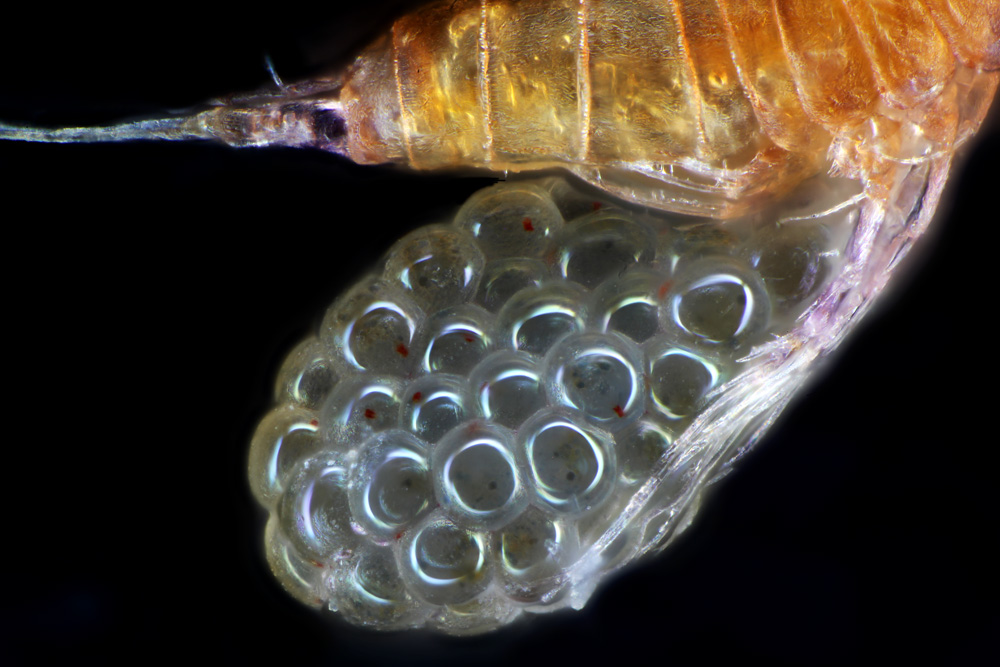
کیسه تخم یک پاروپا

بیشتر پاروپایان غیر انگلی تمام عمر خود را در آب شناور می‌گذرانند، اما برخی از آنها که آزادزی هستند، ترجیح می‌دهند در کف دریا زندگی کنند. در فصل جفت‌گیری، پاروپای نر با شاخک‌های جلویی خود پاروپای ماده را نگه می‌دارد. سپس یک بسته اسپرم چسبناک تولید می‌کند و آن را به سوراخ تناسلی ماده می‌چسباند. بعضی از پاروپایان تخم‌هایشان را مستقیم در آب رها می‌کنند، اما بیشتر آنها تخم‌ها را در کیسه‌ای که به بدنشان متصل است نگه می‌دارند تا تخم‌ها باز شوند. تخم بعضی از گونه‌ها که در برکه زندگی می‌کنند، پوسته سختی دارد و اگر برکه خشک شود، می‌توانند مدت زیادی زنده بمانند.
وقتی تخم‌ها باز می‌شوند، لاروهایی به نام ناپلیوس از آنها خارج می‌شوند. ناپلیوس‌ها سر و دم دارند، اما بدنشان هنوز کامل نشده است. بعد از پنج یا شش بار پوست‌اندازی، به مرحله‌ای می‌رسند که شبیه پاروپای بالغ است، اما شکمشان هنوز بندبند نشده و فقط سه جفت پا دارند. بعد از پنج پوست‌اندازی دیگر، پاروپا به شکل بالغ خود درمی‌آید. کل این فرایند، از تخم تا بلوغ، بسته به نوع پاروپا و شرایط محیطی مثل دما و غذا، می‌تواند از یک هفته تا یک سال طول بکشد.

## زیست‌فیزیک
پاروپایان می‌توانند از آب بیرون بپرند. این حرکت «پورپوزینگ» نام دارد و در سال‌های ۲۰۰۷ و ۲۰۱۵ توسط دانشمندان مورد بررسی قرار گرفته است.

## بوم‌شناسی
پاروپایان پلانکتونی نقش مهمی در محیط زیست جهانی و چرخه کربن دارند. آنها غذای اصلی بسیاری از ماهی‌های کوچک و سخت‌پوستان اقیانوس‌ها و آب‌های شیرین هستند و برخی دانشمندان معتقدند که بیشترین جمعیت جانوری روی زمین را تشکیل می‌دهند. پاروپایان در مناطق قطبی با کریل‌ها رقابت می‌کنند و با کاهش یخ‌های قطبی، این رقابت به سمت آب‌های آزاد کشیده می‌شود.
به دلیل اندازه کوچک، رشد سریع و پراکندگی گسترده در اقیانوس‌ها، پاروپایان سهم بیشتری در تولید مواد غذایی و جذب کربن اقیانوس‌ها نسبت به کریل‌ها و شاید همه موجودات دیگر دارند. آنها شب‌ها در سطح آب تغذیه می‌کنند و روزها برای در امان ماندن از شکارچیان به عمق آب می‌روند. این حرکت روزانه پاروپایان به انتقال کربن به اعماق اقیانوس کمک می‌کند.
حدود نیمی از پاروپایان شناخته شده، انگل هستند و بدن خود را با سبک زندگی انگلی تطبیق داده‌اند. آنها به ماهی‌ها، کوسه‌ها، پستانداران دریایی و بی‌مهرگانی مثل مرجان‌ها، سخت‌پوستان دیگر، نرم‌تنان، اسفنج‌ها و غیره می‌چسبند و از آنها تغذیه می‌کنند. بعضی از آنها هم انگل ماهی‌های آب شیرین هستند.

## میزبانان انگلی پاروپایان

Lernaeolophus sultanus (Pennellidae)، انگل ماهی Pristipomoides filamentosus، مقیاس: هر بخش = ۱ میلی‌متر

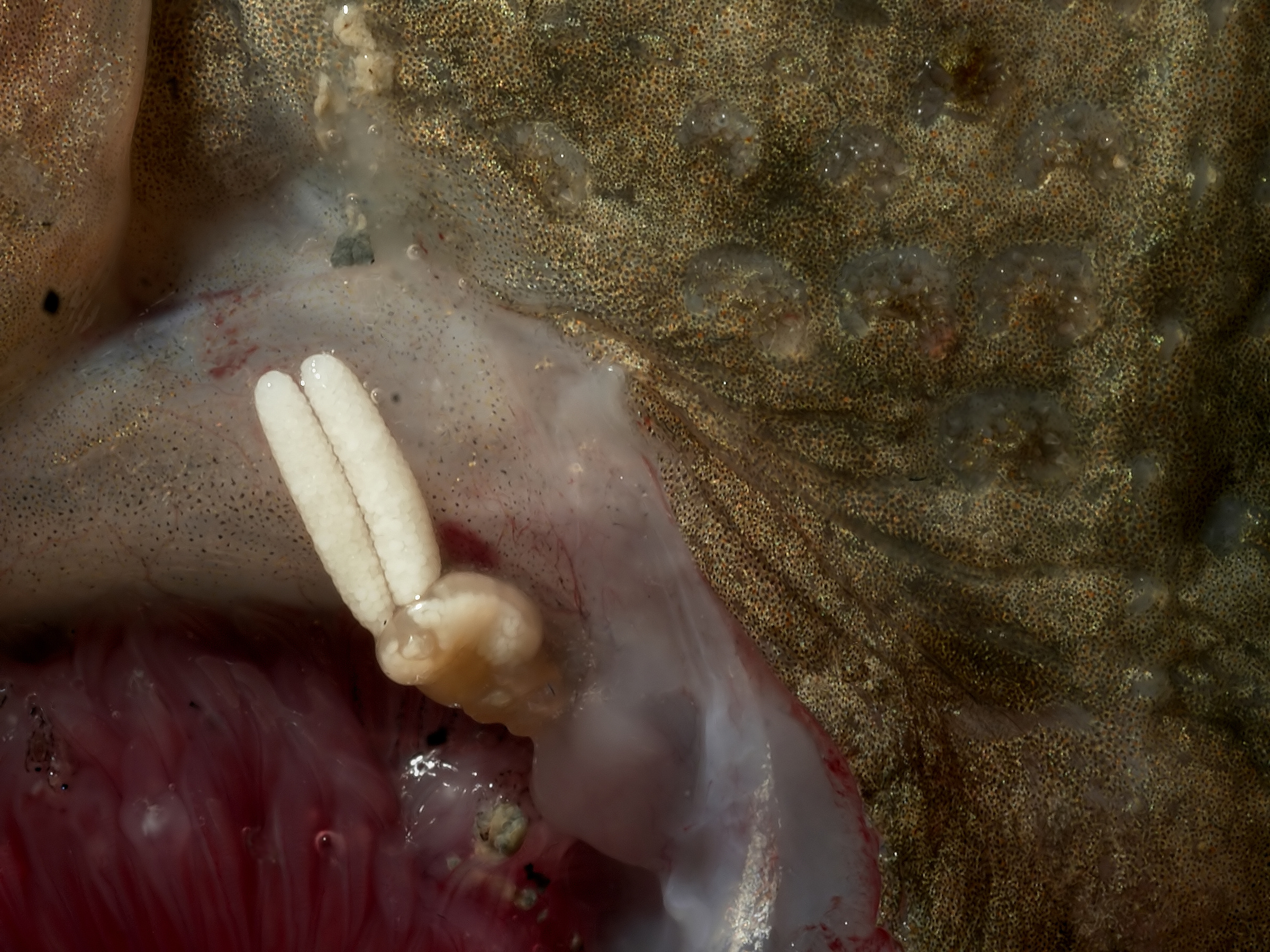
Acanthochondria cornuta، یک انگل خارجی روی کفشک‌ماهی در دریای شمال

اما پاروپایان خودشان هم می‌توانند میزبان انگل‌های دیگری باشند. یکی از این انگل‌ها، نوعی موجود تک‌سلولی به نام بلاستودینیوم (Blastodinium) است که در روده پاروپایان زندگی می‌کند. این انگل در دریای مدیترانه زیاد دیده می‌شود و می‌تواند گونه‌های مختلف پاروپایان را آلوده کند. چرخه زندگی این انگل پیچیده است و شامل مراحل مختلفی می‌شود که در نهایت به تولید مثل و آلوده کردن پاروپایان جدید می‌انجامد.
پاروپای گونهٔ «پرشمار فینمارش»Calanus finmarchicus که در سواحل شمال شرقی اقیانوس اطلس زندگی می‌کند، به شدت تحت تأثیر انگل بلاستودینیوم قرار گرفته است. در یک مطالعه در سال ۲۰۱۴، مشخص شد که تا ۵۸ درصد از پاروپایان ماده این گونه به این انگل آلوده شده‌اند. پاروپایان آلوده به این انگل نمی‌توانند تغذیه کنند و دچار علائم گرسنگی می‌شوند. این انگل با وجود اینکه می‌تواند فتوسنتز کند، اما بیشتر انرژی خود را از مواد غذایی موجود در روده پاروپا می‌گیرد و باعث گرسنگی میزبان می‌شود. این گرسنگی باعث می‌شود که تخمدان‌های پاروپای ماده به خوبی رشد نکنند و مدفوع کمتری تولید کنند. این موضوع می‌تواند تأثیرات جدی بر روی جمعیت پاروپایان و کل اکوسیستم دریایی داشته باشد.
پاروپایان آب شیرین از جنس شپش‌های آبیCyclops  نیز میزبان واسط کرم گینه هستند. این کرم عامل بیماری دراکونکولیازیس در انسان است. تلاش‌های سازمان‌های بهداشتی باعث شده که این بیماری در شرف ریشه‌کن شدن باشد.

## فرگشت
با وجود فراوانی امروزی پاروپایان، به دلیل جثه کوچک و شکنندگی‌شان، سنگواره‌های کمی از آنها پیدا شده است. قدیمی‌ترین فسیل‌ها مربوط به حدود ۳۰۳ میلیون سال پیش در عمان است. این فسیل‌ها در یک تکه قیر پیدا شده‌اند و نشان می‌دهند که پاروپایان در آن زمان تنوع زیادی داشته‌اند. همچنین، فسیل‌های دیگری از پاروپایان در آمریکای شمالی پیدا شده که به دوره کامبرین برمی‌گردند.
بعضی از پاروپایان در طول تکامل خود به انگل تبدیل شده‌اند. قدیمی‌ترین مدرک این تغییر، مربوط به حدود ۱۶۸ میلیون سال پیش است که پاروپایانی از نوع شپش‌های آبی به توتیای دریایی فسیل‌شده آسیب زده‌اند. این نشان می‌دهد که تکامل به سمت انگلی شدن، حداقل ۱۴ بار به‌طور مستقل در پاروپایان رخ داده است.

## کاربردها

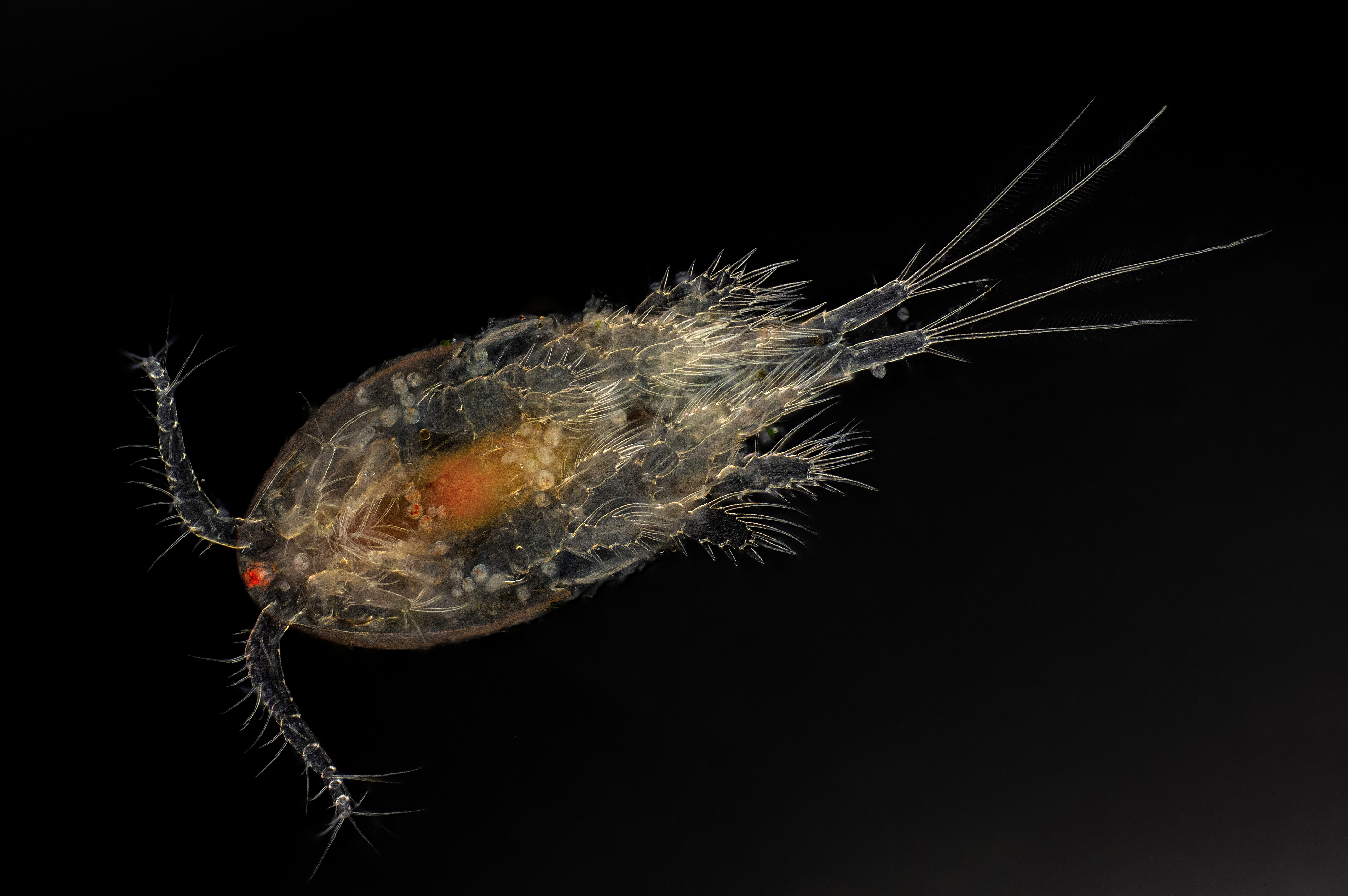
تصویر نزدیک از یک پاروپا

پاروپایان زنده به عنوان منبع غذایی در آکواریوم‌های آب شور استفاده می‌شوند و برای بیشتر مخازن صخره‌های مرجانی مفید هستند. آن‌ها موجودات لاشه‌خوار هستند و از جلبک‌ها نیز تغذیه می‌کنند. پاروپایان زنده در بین علاقه‌مندان به نگهداری گونه‌های خاص ماهی و همچنین پرورش گونه‌های دریایی در آکواریوم محبوبیت دارند.
گاهی پاروپایان در منابع آب شهری پیدا می‌شوند، به خصوص در شبکه‌هایی که آب به صورت مکانیکی تصفیه نمی‌شود. این موضوع معمولاً در منابع آب تصفیه‌شده مشکل‌ساز نیست. اما در برخی کشورهای گرمسیری، وجود پاروپایان در آب تصفیه نشده با بیماری وبا مرتبط است، زیرا باکتری وبا به سطح بدن این جانداران می‌چسبد. همچنین، لارو کرم گینه برای رشد و انتقال به انسان به دستگاه گوارش پاروپایان نیاز دارد. برای کاهش خطر ابتلا به این بیماری‌ها، می‌توان پاروپایان را با استفاده از فیلترهای پارچه‌ای از آب جدا کرد.
در ویتنام، از پاروپایان برای کنترل پشه‌های ناقل بیماری‌هایی مانند تب دنگی استفاده می‌شود. پاروپایان را به ظروف ذخیره آب اضافه می‌کنند تا لارو پشه‌ها را بخورند. این روش در کنار جمع‌آوری زباله‌ها و بازیافت، به کاهش جمعیت پشه‌ها کمک می‌کند.
وجود پاروپایان در شبکه آبرسانی شهر نیویورک برای برخی از یهودیان که قوانین تغذیه کوشر را رعایت می‌کنند، مشکل‌ساز شده است. پاروپایان به عنوان سخت‌پوستان، کوشر نیستند. برخی از آنها با چشم غیرمسلح قابل مشاهده هستند و به همین دلیل نمی‌توان آنها را نادیده گرفت. این موضوع باعث بحث‌های زیادی در بین خاخام‌ها شده و برخی از یهودیان را مجبور به نصب فیلتر بر روی آب لوله‌کشی کرده است.

## در فرهنگ عامه
در سریال کارتونی باب‌اسفنجی، یکی از شخصیت‌ها به نام «پلانکتون» یک پاروپای دریایی است.